# Ducat de l'Alta Baviera
|  | Aquest article tracta sobre l'antic ducat. Si cerqueu una de les set regions administrativo-governamentals que formen el land de l'Estat Lliure de Baviera , vegeu «Oberbayern». |

El Ducat de l'Alta Baviera fou el territori d'una línia ducal de Baviera que va existir del 1255 al 1340 (baixa edat mitjana) que es va restaurar de 1349 al 1363. Va consistir en la primera divisió de Baviera des 1255-1340 i la reunificació de Baviera, de la segona divisió el 1349 pel duc bavarès Meinard III de Gorízia-Tirol va morir 1363. Després va caure inicialment a Baviera-Landshut i es va dividir posteriorment al Baviera-Múnic i Baviera-Ingolstadt.